# Thet Htar Thuzar
Thet Htar Thuzar (15 mars 1999) est une badiste birmane.

## Biographie
Thet Htar Thuzar est née de deux parents badistes et commence à pratiquer ce sport dès son plus jeune âge.
En 2021, elle est l'une des deux athlètes à représenter son pays aux Jeux olympiques d'été de Tokyo ; elle est le porte-drapeau de la délégation. Elle s'arrête à l'étape des matchs de poule après avoir perdu ses deux matchs, contre Gregoria Mariska Tunjung et Lianne Tan.
Elle est supportée par la confédération asiatique de badminton.
Elle est nommée porte-drapeau de la délégation de la Birmanie aux Jeux olympiques d'été de 2024 à Paris aux côtés du nageur Phone Pyae Han.

## Palmarès
| Année | Tournoi                          | Adversaire                    | Score                | Résultat   |
| ----- | -------------------------------- | ----------------------------- | -------------------- | ---------- |
| 2018  | Egypt International (en)         | Alesia Zaitsava (en)          | victoire par forfait | Vainqueure |
| 2018  | Nepal International (en)         | Chananchida Jucharoen (zh)    | 18–21, 21–10, 17–21  | Finaliste  |
| 2019  | Uganda International (en)        | Domou Amro                    | 21–14, 21–12         | Vainqueure |
| 2019  | Kenya International (en)         | Domou Amro                    | 21–10, 21–10         | Vainqueure |
| 2019  | Mauritius International (en)     | Airi Mikkelä                  | 21–10, 21–19         | Vainqueure |
| 2019  | Benin International (en)         | Daniela Macías                | 17–21, 21–18, 21–14  | Vainqueure |
| 2019  | Côte d'Ivoire International (en) | Sri Krishna Priya Kudaravalli | 21–17, 21–13         | Vainqueure |
| 2019  | Hellas Open (en)                 | Kisona Selvaduray             | 14–21, 9–21          | Finaliste  |
| 2019  | Maldives Future Series (de)      | Malvika Bansod                | 13–21, 11–21         | Finaliste  |
| 2019  | Egypt International              | Jordan Hart                   | 21–6, 12–1, abandon  | Vainqueure |
| 2020  | Uganda International             | Aakarshi Kashyap              | 21–14, 16–21, 21–18  | Vainqueure |